# Proserpinus proserpina
Proserpinus proserpina és una espècie de lepidòpter ditrisi de la família dels esfíngids (Sphingidae) propi d'Euràsa i Nord d'Àfrica; es rara als Països Catalans.

## Distribució
A Europa es pot trobar a la península Ibèrica, França, Luxemburg, Europa central, Suïssa, Itàlia, Sicília, països de l'antiga Iugoslàvia, Albània, Bulgària i Romania. Les poblacions s'estenen de l'est d'Europa fins al Turquestan. També n'hi ha al Marroc amb la subespècie P. p. gigas. Als Països Catalans és una espècie molt rara i local; absent a les Balears.

## Descripció

### Imago
Cos robust, envergadura alar entre 36 i 60 mm. Destaca el seu color verd oliva, clar a l'abdomen, amb una franja horitzontal més fosca a les ales posteriors i una forma triangular clara al tòrax. La forma de les ales, a diferència de Macroglossum stellatarum, és irregular, imitant les fulles. Ales posteriors vistoses, de color taronja, amb una gran franja marginal negra. No presenta cap concentració de pilositat a l'extrem de l'abdomen. Cap també verd oliva, amb antenes negres d'extrem blanc.

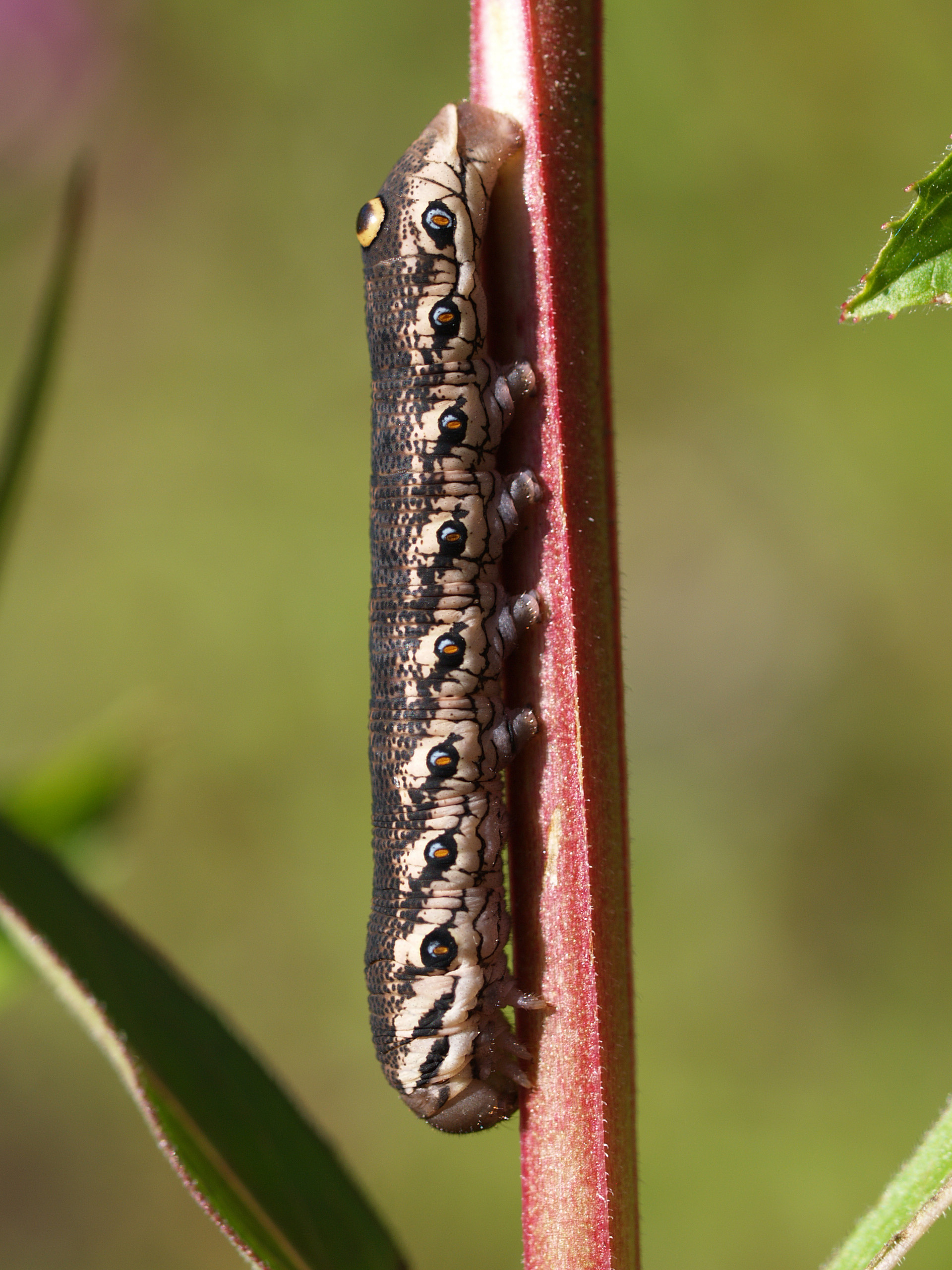
Eruga
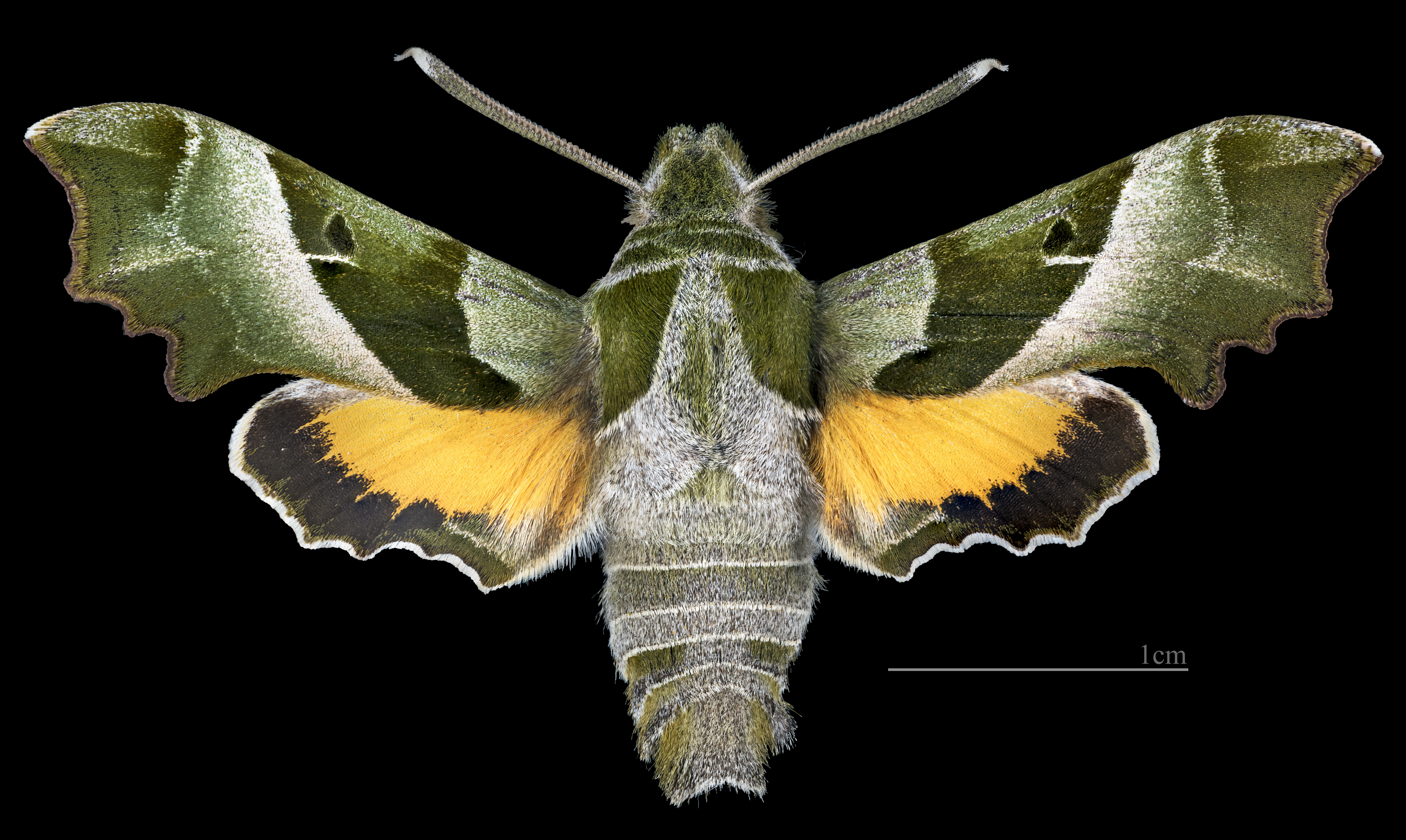
Proserpinus proserpina ♂
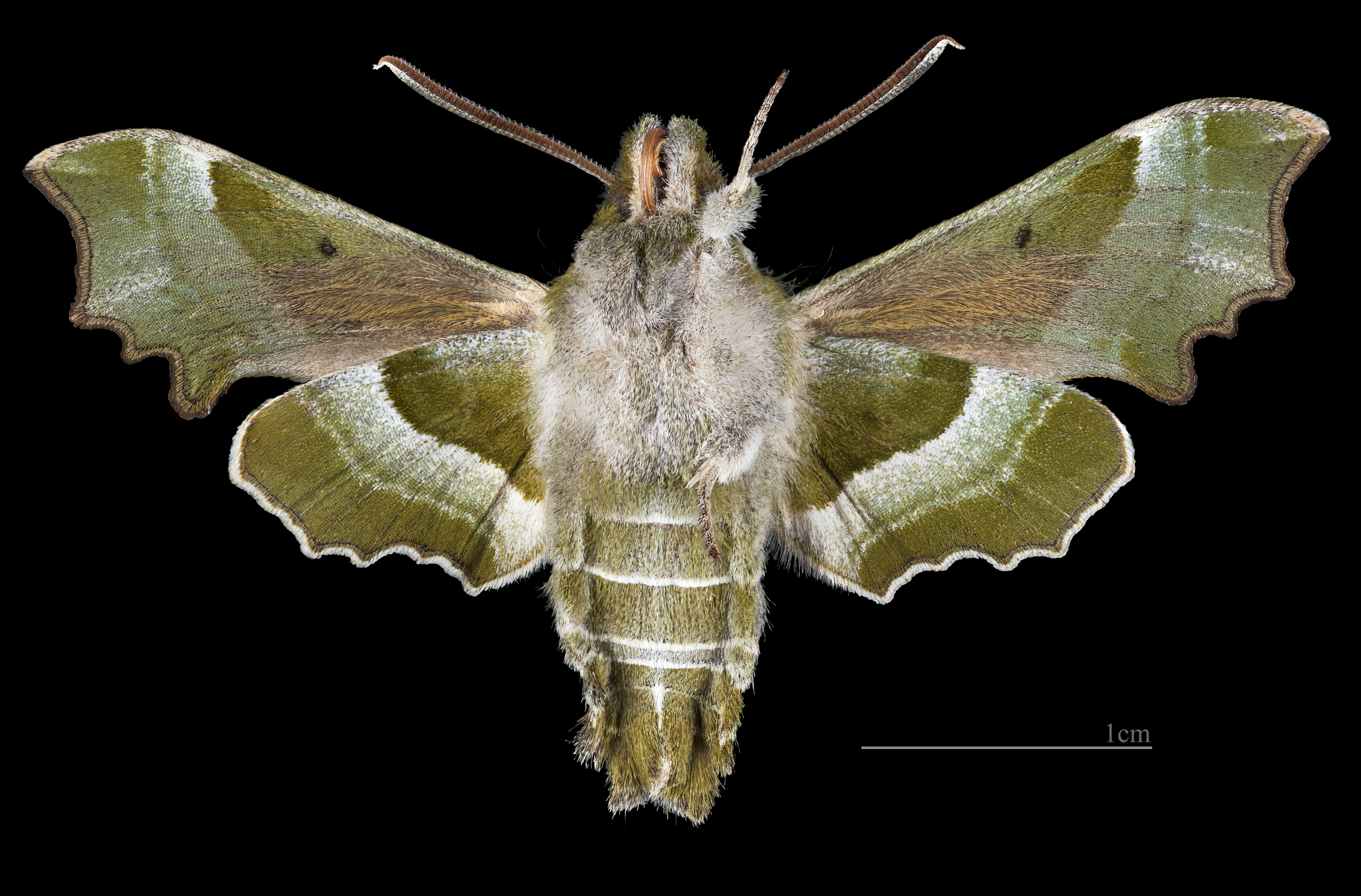
Proserpinus proserpina ♂ △
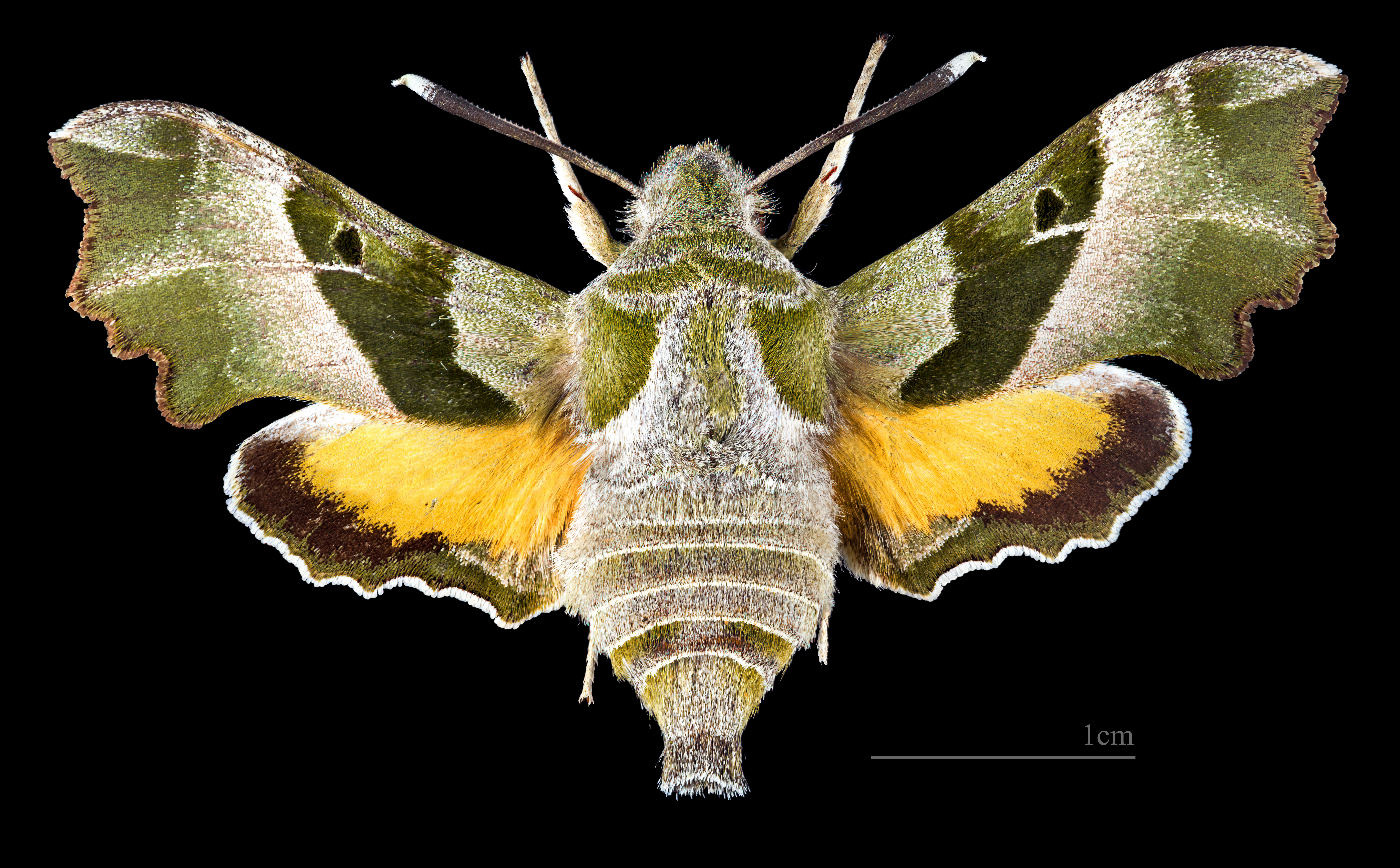
Proserpinus proserpina ♀
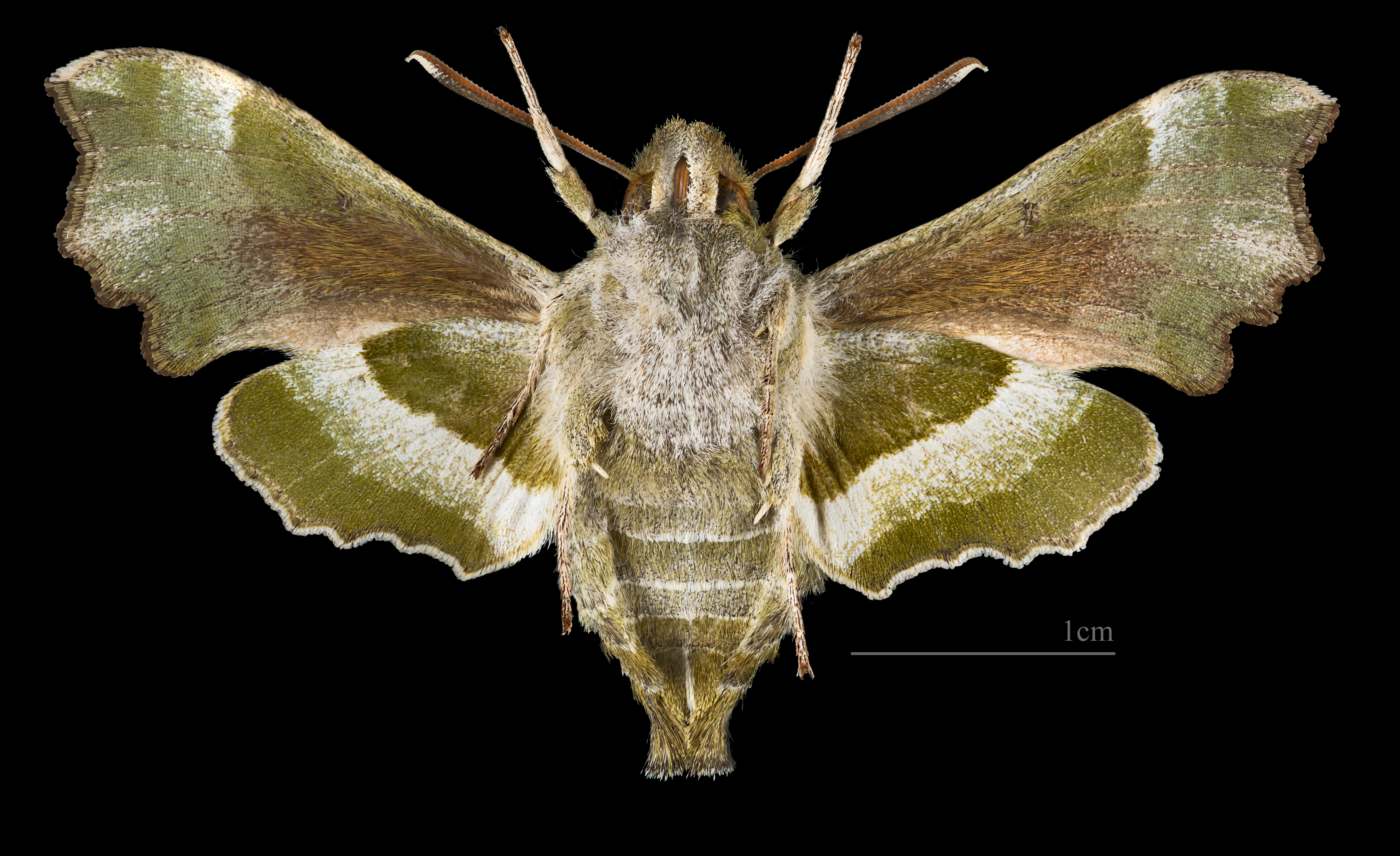
Proserpinus proserpina ♀ △

### Eruga
Pot arribar fins als 70 mm. A diferència de la majoria de membres de la família, no presenta una cua al final de l'abdomen. En comptes d'aquesta, té una protuberància amb un ocel d'anells negre i groc. Presenta dues formes, l'una marró i l'altra verda, seguint els mateixos patrons. Generalment el dors és més fosc i els laterals clars, amb taques obliqües poc pronunciades. Cap verd o marró clars.

## Hàbitat
Prefereix regions muntanyoses, clars de bosc, prats limítrofs, pendents assollejades, fins a 1500m als Alps i 2000m a la península Ibèrica. L'eruga s'alimenta d'Epilobium hirsutum, Epilobium angustifolium, Epilobium palustre, Epilobium dodonaei, Epilobium montanum, Oenothera biennis o Lythrum salicaria.

## Període de vol i hibernació
Normalment una generació a l'any amb adults entre finals de maig i principis de juny, amb variacions locals. Als llocs més càlids es produeix una segona generació, que vola durant l'agost. Hiverna com a pupa en una cavitat subterrània.

## Costums
Hàbits nocturns, tot i que de vegades es pot observar de dia.